# Советский проспект (Кемерово)

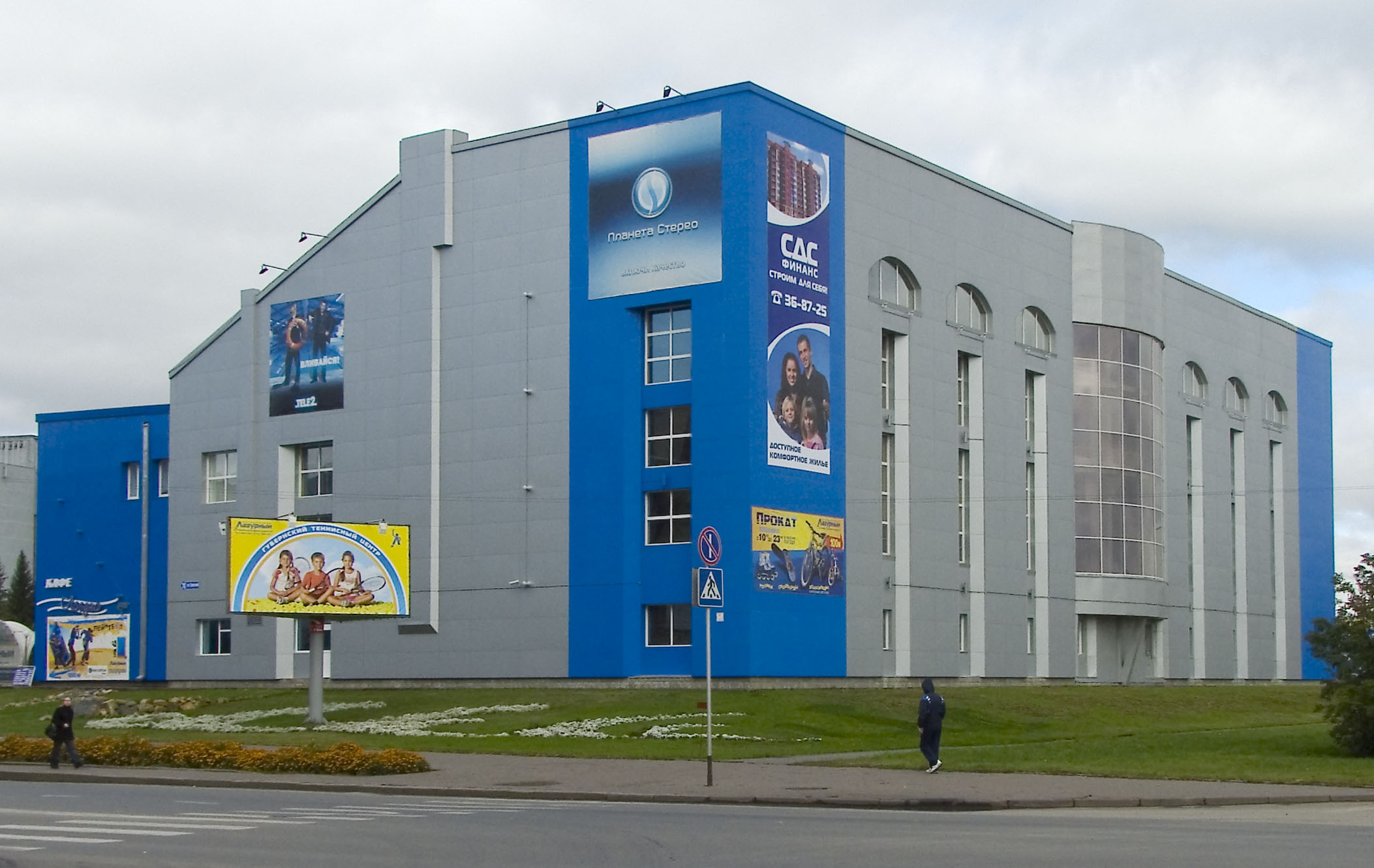
Спортивный комплекс "Лазурный"

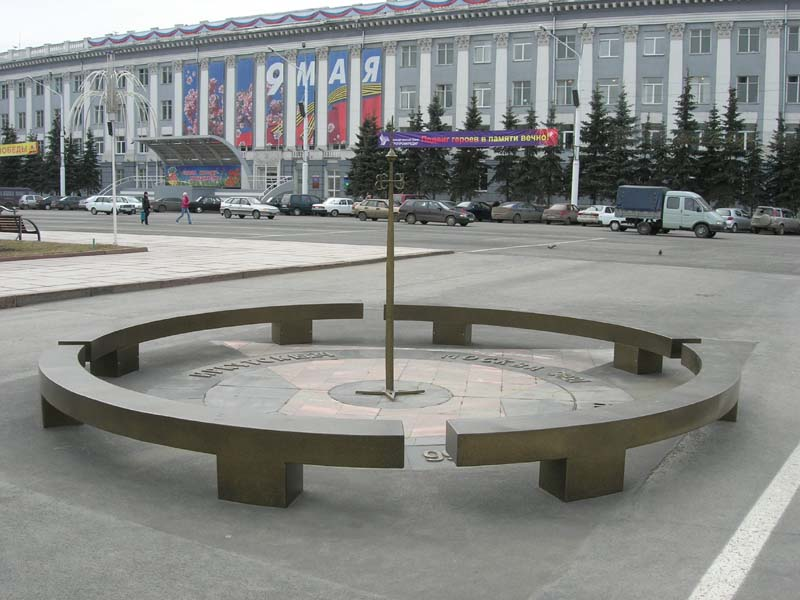
Символический центр города, нулевой километр на Советской пл.

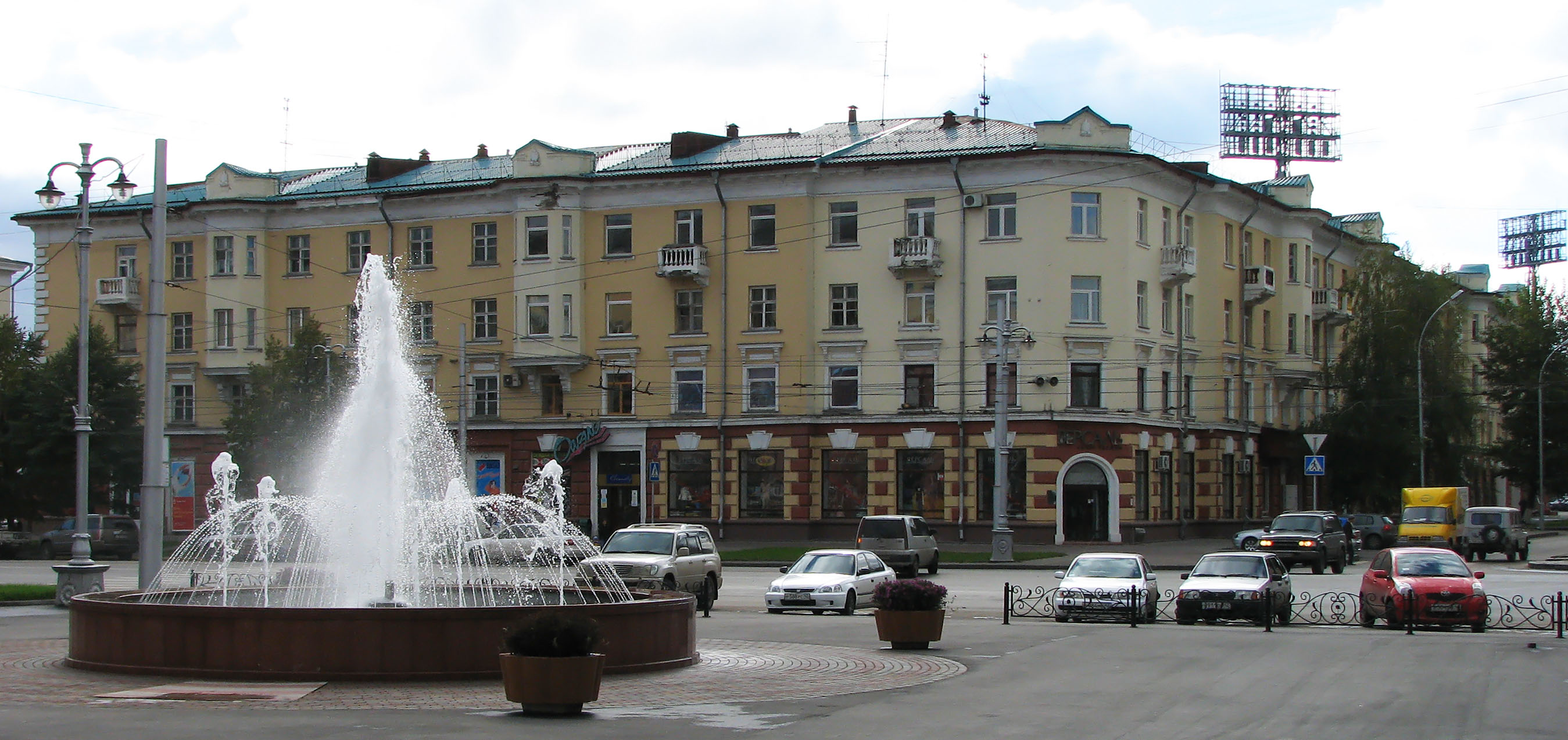
Советский проспект.

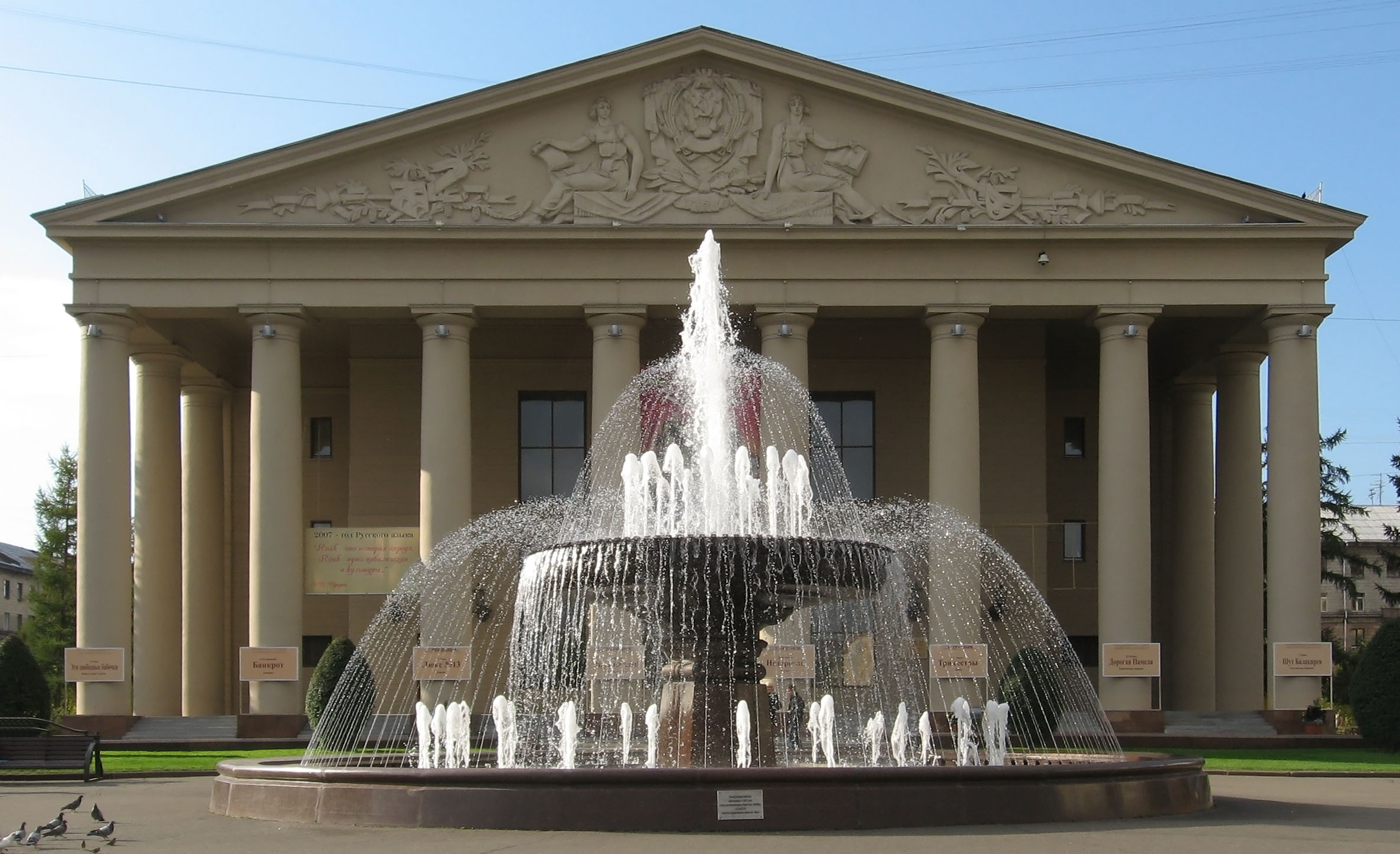
Кемеровский драматический театр на Советском проспекте.

Сове́тский проспе́кт тянется от Коксохимического завода до моста через реку Искитимка, после моста упирается в Октябрьский проспект, который идёт до восточной границы города.
Практически полностью располагается в Центральном районе Кемерова, лишь самое его начало лежит в Заводском районе. Советский проспект расположен под острым углом к просп. Ленина и ул. Сибиряков-Гвардейцев, и параллелен Красноармейской ул., так же, как и она, Советский проспект идёт с северо-запада на юго-восток. Проспект пересекается с Кузнецким просп., ул. Кирова, ул. 50 лет Октября, Весенней ул., пл. Советов и ул. Мичурина.
На Советском проспекте расположены Кемеровский драматический театр, Музыкальный театр Кузбасса, Кемеровский главпочтамт, административные здания управления городом и областью, Кемеровский областной музей изобразительного искусства, Кемеровский областной краеведческий музей, Губернский универсальный спортивный комплекс «Лазурный»,кинотеатр и музей кино  «Кузбасскино». а также множество магазинов, крупных торговых центров, банков, офисов организаций и жилых домов.